# Limekilns
Limekilns est un village situé dans le Fife, en Écosse. En 2020 la population de Limekilns est estimée à 1 450 habitants.